# Bibliothèque municipale de Mayence

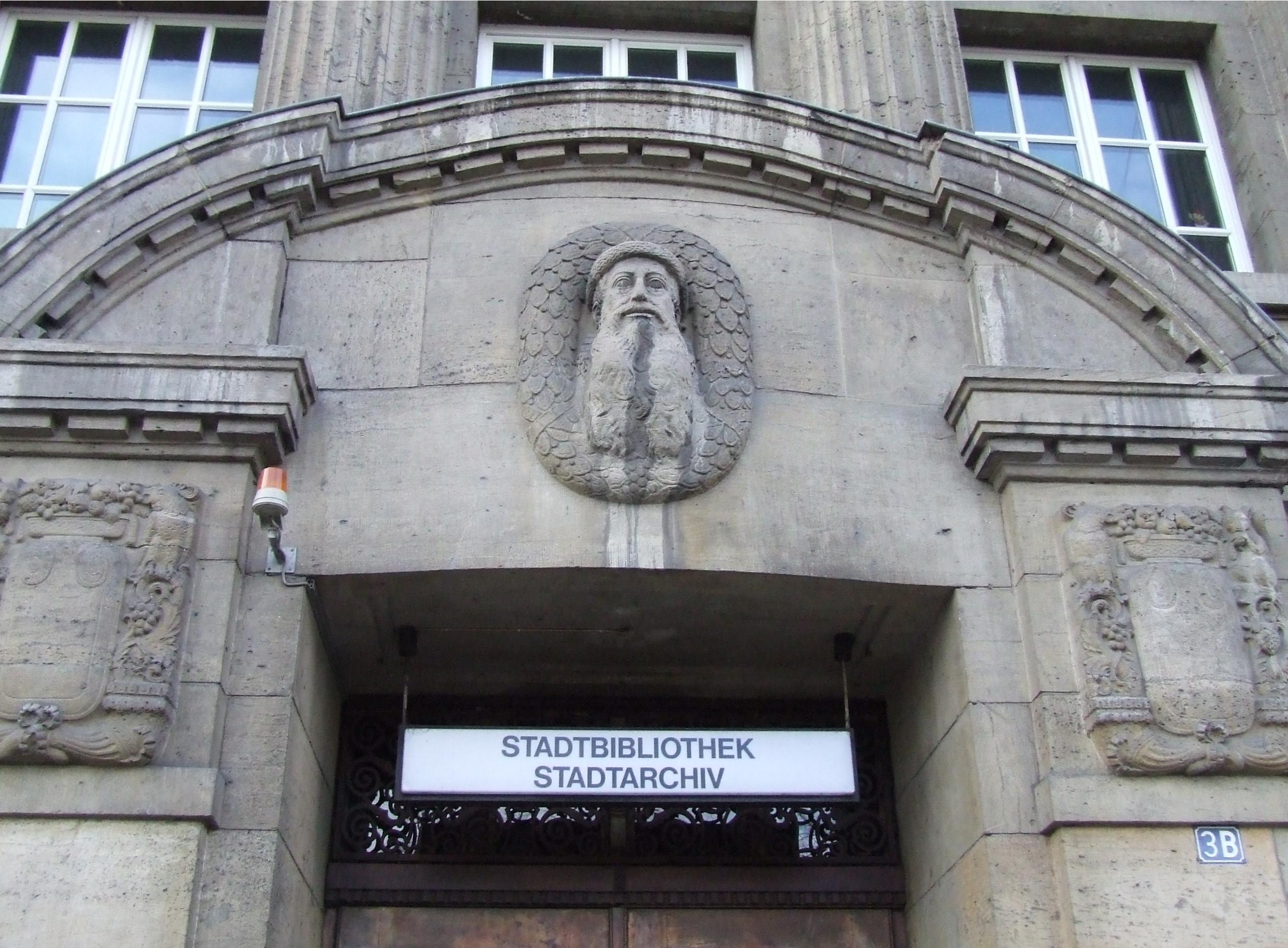
Porte de la bibliothèque

La Bibliothèque scientifique municipale de Mayence, plus connu comme la Bibliothèque municipale de Mayence (en allemand: Wissenschaftliche Stadtbibliothek Mainz ou simplement Stadtbibliothek Mainz) est une bibliothèque publique située à Mayence, en Allemagne. Elle est à la fois la bibliothèque municipale, régionale et sert à la diffusion d’informations à la population et répond aux besoins de l’enseignement et de la recherche historique. En plus, elle s’occupe de la documentation la plus complète possible et de l’archivage des supports d’information mayençais. Cette expression désigne plus spécialement les documents qui ont été publiés dans la région de Hesse-Rhénane.

## Histoire

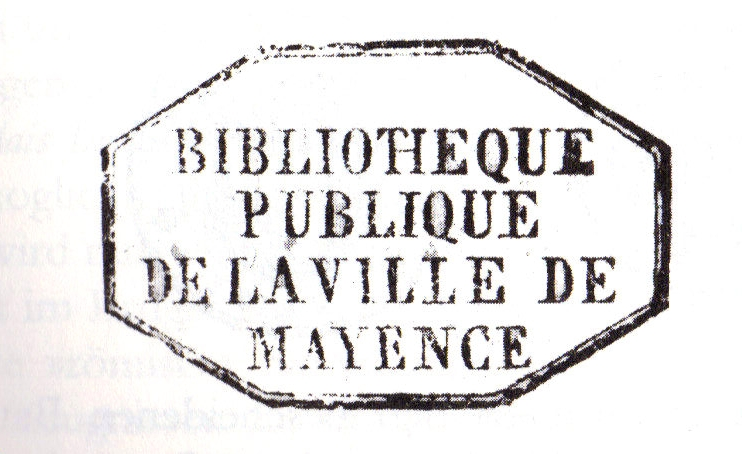
Marque de la bibliothèque publique, 1805.

La bibliothèque municipale de Mayence a été fondée en 1912. L’histoire de la bibliothéconomie mayençaise – et donc aussi de la bibliothèque municipale – remonte jusqu’en 1477. La bibliothèque municipale remonte à la Bibliotheca Universitatis Moguntinae, la bibliothèque de 1477, fondée à l’université électorale. Le 17 octobre 1797, le traité de Campo-Formio mit un terme aux hostilités entre Autrichiens et républicains français, et Mayence redevint française pour la quatrième fois. Ainsi se terminait le millénaire de la ville princière. Les territoires de la rive gauche du Rhin furent annexés à la France, et Mayence instituée chef-lieu du nouveau département du Mont-Tonnerre, avec à sa tête le préfet André Jeanbon Saint André.
La plus grande partie des documents anciens provient de la bibliothèques des Jésuites, recueillie lors de la suppression de l'ordre en 1773, et celle de trois monastères supprimés en 1781, celui des Clarisses, celui des Chartreuse Saint-Michel et l'Altmünster. En raison de ces provenances, les thèmes prioritaires dans les fonds anciens sont la théologie, la philosophie, l'histoire, le droit et la philologie. 
Par décision du ministre français de l'Intérieur Nompère de Champagny, arrivé  à Mayence le 5 octobre 1805, les bibliothèques des derniers monastères et l’ancienne bibliothèque universitaire sont données à la ville de Mayence, à condition que le coût de leur transfert et le traitement même des fonctionnaires laissés en fonction soit assumé par la commune.
La Bibliothèque de Mayence est mise à la disposition de la commune..

## Livres rares
- Valerii Maximi Dictorvm Et Factorvm Memorabilivm Libri Novem. Venetiis In Aedib Aldi Romani Octobri Mense 1502; Signatur I u 620
- Elias Hutter (1553-1605/09): NOVVM TESTAMENTVM DNI: NRI: IESV. CHRISTI. Syriacè Ebraicè Græcè Latinè Germanicè Bohemicè Italicè Hispanicè Gallicè Anglicè Danicè Polonicè. Sign. XIV a:2°/7 (Bd. 1) Sign. XIV a:2°/7 (Bd. 2)
- Origène: Origenis Adamantii Opervm Complectentivm Ea Maxime, Quae Ipse In Novvm Testamenum est Commentatus. Parisiis, M.DCIIII. (1604) Sign. XI ii:2°/506
- Johannes Gropper: Christliche und Catholische gegenberichtung eyns Erwirdigen Dhomcapittels zu Coellen, wider das Bůch der gnanter Reformation. Coloniae excudebat Iaspar Gennepæus …. Anno 1544 ; Sign. XIII m:2°/33 (R)
- Salomon Kleiner:Résidences mémorables de l'incomparable héros de notre siècle ou Représentation exacte des édifices et jardins de... Monseigneur le Prince Eugène François duc de Savoye et de Piemont... /Wunderwürdiges Kriegs- und Sieges-Lager deß unvergleichlichen Heldens unserer Zeiten, Oder: Eigentliche Vor und Abbildungen der Hoff- Lust- und Garten Gebaeude deß Durchlauchtigsten Fürstens und Herrn Eugenii Fracisci Hertzogen zu Savoyen. Augsbourg, Éditeur Jeremias Wolff seel. MDCCXXXI; Sign. 731 f 1 (R)
- William Newton: COMMENTAIRES SUR VITRUVE…AVEC Une Description DES MACHINES MILITAIRES DES ANCIENS; Londres, Chez P. Elmsley, Libraire dans le Strand. MDCCLXXX. Sign. III i:2°/163h
- Friedrich Wilhelm Marpurg: Collection des fugues Berlin: bey Gottlieb August Lange, Leipzig, gedruckt bey Johann Gottlob Immanuel Breitkopf. 1758. Sign. III i:2°/59a
- MARIANI SCOTI, poetæ, mathematici, philosophi & theologi eximii,… CHRONICA: ad Euangelij ueritatem,…BASILEÆ PER IACOBUM PARCUM, EXPENSIS IOANNIS OPORINI, ANNO M.D.LIX. Sign. IV e:2°/93 (R)
- Giacomo Franco: DELLA NOBILTA DEL DISEGNO; DIVISO IN DVE LIBRI. in Venetia, In Frezzaria alla insegna del Sole, 1611. Sign. III i:2°/142a
- Georges Fournier: Traité des fortifications ou architecture militaire, tiré des places les plus estimées de ce temps, pour les fortifications. Mayence 1668 chez Louis Bourgeat, bibliothèque municipale de Mayence, collection Rara III i 30 ba.